# Qeqertarsuatsiaq
Qeqertarsuatsiaq [qɜqɜˈtːɑsːuˌat͡siɑq] (nach alter Rechtschreibung K'eĸertarssuatsiaĸ) ist eine wüst gefallene grönländische Siedlung im Distrikt Kangaatsiaq in der Kommune Qeqertalik.

## Lage
Qeqertarsuatsiaq liegt an der Westküste der großen gleichnamigen Insel. 15 km südwestlich befindet sich Kangaatsiaq.

## Geschichte
Qeqertarsuatsiaq war schon im 18. Jahrhundert bewohnt, aber dann starb die Bevölkerung während der Epidemie von 1785/86 aus. 1795 wurde ein Haus errichtet, in dem ein Däne und einige Grönländer lebten und Garnfang betrieben. Nach drei Jahren schlechter Ausbeute wurde der Versuch 1798 nach Manermiut versetzt. Anfang des 19. Jahrhunderts wurde der Ort als Sommerplatz genutzt. 1821 wurde erneut ein Garnfangversuch gestartet, wofür 18 Menschen in einem Haus in Qeqertarsuatsiaq wohnten. Anschließend war er für über 150 Jahre durchgehend bewohnt, was den Wohnplatz zu einem der ältesten durchgehend besiedelten Orte des Distrikts in der Neuzeit machte.
1915 lebten 73 Personen in Qeqertarsuatsiaq. Darunter war der Oberkatechet des Distrikts sowie eine Hebamme, die auch für Akulliit, Igannaq und Innalik zuständig war. 17 Männer waren als Jäger tätig, dazu gab es drei Fischer. Die Schulkapelle wurde 1899 als Fachwerkbau mit Torfmauerfassade und Holzdach gebaut und 1918 vergrößert. 1928 wurde eine neue Schulkapelle gebaut. 1936 wurde in Grønlands Landsråd vorgeschlagen, dass Qeqertarsuatsiaq zum Udsted werden sollte. Im Ort befand sich bereits eine Salzerei. Es wurde erwogen ein Depot in Qeqertarsuatsiaq zu errichten, aber anscheinend ist der Wohnplatz nie zum Udsted geworden. Qeqertarsuatsiaq war bis 1951 Teil der Gemeinde Kangaatsiaq im Kolonialdistrikt Egedesminde. Anschließend kam der Ort an die neue Gemeinde Kangaatsiaq. 1952 lebten 13 Fischer in Qeqertarsuatsiaq, die insgesamt rund 80 Tonnen Dorsch für ein Fischhaus von 92 m² fingen. Zwischen 1930 und 1960 lag die Einwohnerzahl recht konstant bei knapp über 100 Personen. Anschließend sank sie stark, sodass 1965 nur noch 82, 1968 noch 33 und 1970 nur noch 18 Menschen im Ort lebten. 1978 wurde Qeqertarsuatsiaq aufgegeben.

## Söhne und Töchter
- Karl Hendriksen (1869–1928), Landesrat
- Alibak Steenholdt (1934–2012), Verwaltungsjurist und Beamter
- Otto Steenholdt (1936–2016), Politiker, Lehrer und Autor
- Konrad Steenholdt (* 1942), Politiker und Lehrer